# Endochilus epipleuralis
Endochilus epipleuralis – gatunek chrząszcza z rodziny biedronkowatych i podrodziny Coccinellinae.
Gatunek ten został opisany w 1954 roku przez Leopolda Madera.
Chrząszcz o ciele długości 4,2 mm. Głowa ciemnoczerwona z brązowawymi czułkami i wargą górną. Przedpelcze ciemnoczerwone, szeroko obrzeżone. Obrzeżenia pokryw umiarkowanie szerokie. Pokrywy jaskrawoczerwone z ciemnoczerwonym obrzeżeniem. Linie zabiodrza na pierwszym widocznym sternicie odwłoka stykają się pośrodku na wyrostku międzybiodrowym. Prącie z dziobowatym wierzchołkiem.
Gatunek afrotropikalny, znany tylko z Demokratycznej Republiki Konga.